# Musique concrète
Musique concrète is een Franse muziekstroming waarbij gebruik wordt gemaakt van alledaagse geluiden die met behulp van elektronica worden verwerkt tot composities en geluidscollages.

## Geschiedenis

### Voorloper
Op 11 maart 1913 publiceerde de Italiaanse futuristische schilder, componist en muziekinstrumentenbouwer Luigi Russolo zijn futuristische manifest The Art of Noise en hetzelfde jaar instrumenten, die hij Intonarumori (lawaaimachines) noemde. Met deze instrumenten maakte hij muziek die in hoofdzaak gebaseerd was op industrieel geluid. In 1916 publiceerde hij het boek L'arte dei rumori.

### Musique concrète
Het begrip musique concrète werd bedacht door Pierre Schaeffer in 1949. Hij doelde hiermee op ruis- en toonstructuren, die elektronisch nabewerkt en via luidsprekers worden weergegeven. In tegenstelling tot de elektronische muziek zijn de gebruikte materialen geen synthetische, maar 'realistische' geluiden uit de technische en natuurlijke omgeving zoals muziekinstrumenten of geluiden uit de natuur. Hiermee hoopte men een zekere levendigheid te behouden, die, volgens sommigen, bij de elektronische muziek ontbrak. Verdere methoden zijn in principe hetzelfde als de methoden die bij elektronische muziek gebruikt worden. Het opgenomen materiaal wordt elektronisch bewerkt door middel van knippen, plakken, transformatie en deformatie.